# Entophilus mirabiledictu
Entophilus mirabiledictu là một loài chân đều trong họ Bopyridae. Loài này được Markham & Dworschak miêu tả khoa học năm 2005.